# Capanna Cadlimo
La capanna Cadlimo è un rifugio alpino situato nel comune di Quinto, nel Canton Ticino, in fondo alla val Canaria nelle Alpi Lepontine a 2.570 m s.l.m.

## Storia
Fu inaugurata nel 1916, rimodernata nel 1969, e nel 2002 fu aggiunso un secondo edificio.

## Caratteristiche e informazioni
La capanna è disposta su due piani. Due refettori per un totale di 80 posti. In assenza del guardiano sono a disposizione piani di cottura sia a legna sia a gas, completi di utensili di cucina. I servizi igienici e l'acqua corrente sono all'interno dell'edificio. Il riscaldamento è a legna. L'illuminazione è prodotta da pannelli solari. I posti letto sono suddivisi in 9 stanze.

## Accessi
- Stazione di Piora 1.794 m - è raggiungibile con la funicolare da Piotta. - Tempo di percorrenza: 3 ore e 15 minuti - Dislivello: 776 metri - Difficoltà: T2
- Diga di Piora 1.852 m - è raggiungibile in auto. - Tempo di percorrenza: 2 ore e 45 minuti - Dislivello: 718 metri - Difficoltà: T2
- Cadagno di Fuori 1.917 m - è raggiungibile in auto in determinati orari. - Tempo di percorrenza: 2 ore e 30 minuti - Dislivello: 653 metri - Difficoltà: T2
- Passo del Lucomagno 1.915 m - è raggiungibile anche con l'autobus di linea (linea 136). - Tempo di percorrenza: 3 ore e 30 minuti - Dislivello: 655 metri - Difficoltà: T2
- Passo dell'Oberalp 2.044 m - è raggiungibile anche con il treno. - Tempo di percorrenza: 5 ore - Dislivello: 526 metri - Difficoltà: T2

## Escursioni e ascensioni
- Laghi di Isra, Miniera e Dentro, fino alla Capanna Cadagno (1.987 m) - Tempo di percorrenza: 2,30 ore -Dislivello: -500 metri - Difficoltà: T3
- Piz Blas[1].

## Traversate
- Capanna Cadagno 2 ore
- Rifugio Föisc 2 ore
- Vermigelhütte 2 ore (UR)
- Wildenmattenhütte 2 ore (GR)
- Camona da Maighels 4 ore (GR)
- Capanna Bovarina 4 ore.